# Butlonos indyjski
Butlonos indyjski (Tursiops aduncus) – gatunek ssaka z rodziny delfinowatych (Delphinidae), wcześniej uważany za podgatunek butlonosa. Do rangi gatunku został wyróżniony na podstawie badań genetycznych, osteologicznych i różnic morfologicznych.

## Występowanie
Ocean Indyjski i Ocean Spokojny.